# L'escluso (1999)
L'escluso (Uninvited) è un thriller del 1999 diretto da Carlo Gabriel Nero con Vanessa Redgrave e Franco Nero.

## Trama
Tony ha desiderato Patricia per tutta la sua vita, fin dal liceo il suo desiderio non è mai cessato, ma lui l'ha sempre seguita da lontano senza mai dichiararsi. Tony diventa vittima del suo stesso amore quando viene nominato principale sospettato dell'omicidio di Patricia, di suo marito e dei suoi figli. Mentre Tony è incarcerato il suo avvocato, Ralph Barolo, tenta di creargli una difesa. Nel frattempo, Tony si sforza di accettare la morte di Patricia.

## Distribuzione
È stato proiettato in anteprima al Mar del Plata Film Festival in Argentina il 26 novembre 1999 prima della sua distribuzione in Italia il 19 maggio 2000.